# Мильман, Якоб
Якоб (Джейкоб) Мильман (17 мая 1911, Новоград-Волынский, Российская империя — 22 мая 1991, Лонгбоут Кей, Флорида, США) — американский профессор в области электротехники Колумбийского университета.

## Обучение
Вместе с родителями Джейкоб Мильман в 1913 году эмигрировал в Соединённые Штаты Америки, где он в 1935 году получил звание доктора философии (pH. D.)

## Научная деятельность
В 1951 году Я. Мильман начал работать в Колумбийском университете.
Между 1941 и 1987 годами Я. Мильман написал восемь книг по электротехнике.

### Научные труды
- Jacob Millman, gemeinsam mit Herbert Taub: Pulse and Digital Circuits. McGraw-Hill, 1956 (Online Online).
- Jacob Millman, gemeinsam mit Herbert Taub: Pulse Digital and Switching Waveforms. McGraw-Hill, 1965 (Online Online).

### Метод Мильмана
Метод или теория Мильмана (иначе называемая Теория параллельного генератора), названный его именем, состоит в следующем: в электрической цепи он используется, базируясь на правиле Кирхгофа, чтобы при параллельном подключении нескольких источников напряжения и тока образуется в результате сумма для определения напряжения.
В 1975 году он ушёл в отставку.

## Награды
В 1970 году Я. Мильман был награждён медалью en:EEE James H. Mulligan Jr. Education Medal.

## Смерть
Некролог о смерти Я. Мильмана был опубликован в New York Times 24 мая 1991 года.